# 迪金森 (北达科他州)
迪金森（英語：Dickinson）是美国北达科他州下属的一座城市。根据2010年美国人口普查，该市有人口17,787人。2011年估计该市有人口18,499人，相对于2010年，增长率为4.00%。